# Lacey (Washington)
Lacey es una ciudad ubicada en el condado de Thurston en el estado estadounidense de Washington. En el año 2000 tenía una población de 39 250 habitantes y una densidad poblacional de 1298,9 personas por km².

## Geografía
Lacey se encuentra ubicada en las coordenadas 47°1′35″N 122°48′26″O / 47.02639, -122.80722.

## Demografía
Según la Oficina del Censo en 2000 los ingresos medios por hogar en la localidad eran de $46 848, y los ingresos medios por familia eran $54 923. Los hombres tenían unos ingresos medios de $41 053 frente a los $32 497 para las mujeres. La renta per cápita para la localidad era de $20 224. Alrededor del 8,8 % de la población estaban por debajo del umbral de pobreza.